# Robotics;Notes
Robotics;Notes (ロボティクス・ノーツ Robotikusu Nōtsu?) es una novela visual japonesa desarrollada y publicada por 5pb. para las consolas PlayStation 3 y Xbox 360 y fue lanzado el 28 de junio de 2012. Es el tercer juego de las aventuras de la ciencia de 5pb. precedido por Chaos;Head y Steins;Gate y es descrito como una «Augmented Science Adventure» (拡張 科学 アドベンチャー Kakuchō Kagaku Adobenchā?). Se han hecho seis mangas y una adaptación al anime hecha por Production I.G que comenzó a transmitirse en el bloque Noitamina de Fuji TV desde octubre de 2012.

## Sistema de juego
Robotics;Notes es una novela visual de ciencia ficción que transcurre en la divergencia temporal 1.048596 del mundo Steins;Gate. En ella el jugador sigue la perspectiva de múltiples personajes, principalmente el de Kaito Yashio. Su modo de juego requiere poca interacción con el jugador, gran parte del juego solo se dedica a la lectura del texto que aparece en pantalla que representan la narrativa de la historia y los diálogos. El texto es acompañado por modelos animados en 3D de los personajes con quienes estén hablando Kaito o Akiho. Robotics;Notes sigue una trama con ramificaciones con múltiples finales, y dependiendo de las decisiones que el jugador tome durante el juego, la trama seguirá una dirección específica.
A lo largo de las secuencias narrativas en las que el jugador sigue a Kaito, se puede activar el Poke-com Trigger (ポケコントリガー Pokekon Torigā?) que reemplaza al sistema phone trigger de Steins;Gate y permite al jugador usar las aplicaciones instaladas en la tableta de Kaito. Esas aplicaciones incluyen el Deluoode Map, una aplicación de mapas, Twipo (ツイぽ Tsuipo?), un servicio de red social similar a Twitter, con la que el jugador puede responder los tuits de otros personajes con respuestas prestablecidas, y el Iru-wo (居る夫。 Iruo.?), una aplicación de visión artificial y realidad aumentada que el jugador puede usar para examinar el entorno y la información de los personajes y objetos marcados.

## Argumento

### Ubicación
Robotics;Notes se establece en el año 2019 en Tanegashima, una isla al sur de Kyūshū en el sur de Japón. El tema del juego se centra en los robots y en la pregunta «¿Qué pasaría si realmente trato de hacer un robot gigante?».

### Historia
En Robotics;Notes el jugador asume el papel de Kaito Yashio, un estudiante que disfruta jugando a juegos de peleas. Él está en el club de robots de su escuela. La historia comienza cuando el personaje descubre que una de las protagonistas principales del juego es realmente un genio de la programación quien ha creado el motor del juego para un renombrado juego de peleas. El protagonista decide crear un robot basado en entradas de mando y tecnología de captura de movimientos, así que decide ir al club de karate a buscar a alguien para realizar las secuencias de captura de movimiento.

## Protagonistas

### Principales
Kaito Yashio (八汐 海翔 Yashio Kaito?)
Seiyū: Ryōhei Kimura
El protagonista quien constantemente juega el videojuego de peleas Kill-Ballad y es un miembro del club de robótica de su escuela. Después del incidente del Anemone-gou sufre de espasmos que le hacen sentir que el tiempo se mueve muy lento para él. Él no está interesado en los robots, y solo es miembro del club para estar al lado de Akiho, tal como Misaki se lo dejó a él cuando ella dejó la isla.
Akiho Senomiya (瀬乃宮 あき穂 Senomiya Akiho?)
Seiyū: Yoshino Nanjō
La protagonista principal y el otro miembro y la presidenta del club de robótica al principió. Después del incidente del Anemone-gou sufre espasmos que le hacen sentir que el tiempo se mueve muy rápido para ella. Su sueño es terminar el robot gigante Gan-tsuku, comenzado por Misaki.
Subaru Hidaka (日高 昴 Hidaka Subaru?)  / Mr. Pleiades (ミスター・プレアデス Misutā Pureadesu?)
Seiyū: Yoshimasa Hosoya
Un estudiante de segundo año que está en la misma escuela de Kaito y Akiho. Hace años ganó el campeonato Robo-One y como resultado Akiho ha intentado que se una al club de robótica, pero él se rehúsa porque su padre le hizo prometer dejar que jugar con robots en la preparatoria y volverse un pescador después de graduarse. Kaito lo chantajea para unirse al club con revelar su identidad como Mr. Pleiades.
Frau Kōjiro (神代 フラウ Kōjiro Furau?)
Seiyū: Kaori Nazuka
Su nombre real es Kona Furugōri (古郡 こな Furugōri Kona?). Creadora de Kill-Ballad y la hija del director de Gunvarrel. Revela que Gunvarrel fue una herramienta de propaganda para lavarle el cerebro a las masas, y cuando el personal de Gunvarrel descubrió esto fueron asesinados por el Comité de los 300. Todo lo que Frau sabe es que su madre desapareció y que fue vista por última vez en Tanegashima, y llegó a la isla en busca de pistas.
Junna Daitoku (大徳 淳和 Daitoku Junna?)
Seiyū: Sora Tokui
Uno de los miembros del club de robótica y un miembro de karate.
Airi (愛理?)
Seiyū: Rie Kugimiya
Una inteligencia artificial que existe dentro del Iru-O creado por Kimijima, con otra personalidad (Geji-nee) que era usado por él para recolectar información. Su subconsciente espía a Kaito por Kimijima.

### Secundarios
Misaki Senomiya (瀬乃宮 みさ希 Senomiya Misaki?)
Seiyū:Kikuko Inoue
La hermana de Akiho.
Mizuka Irei (伊禮 瑞榎 Irei Mizuka?)
Seiyū:Takako Honda
La mejor amiga de Misaki.
Mitsuhiko Nagafukada (長深田 充彦 Nagafukada Mitsuhiko?)
Seiyū:Yōji Ueda
Amigo de la infancia de Misaki y Mizuka, y el profesor a cargo del club de robótica.
Kaoruko Usui (臼井 薫子 Usui Kaoruko?)
Seiyū:Toshiko Sawada
La directora de la escuela de Kaito.
Tetsuharu Fujita (藤田 鉄治 Fujita Tetsuharu?)
Seiyū:Nobuaki Fukuda
También conocido por el nombre de "Doc". Propietario de la tienda de "Robo Clinic" que se ocupa de las partes de robot y el abuelo de Junna. Crea la mayor parte de los componentes importantes que se utilizan en las creaciones de los clubs de robots.
Kō Kimijima (君島 コウ Kimijima Kō?)
Seiyū:Toshiyuki Morikawa
El autor de los informes de Kimijima, murió hace varios años.
Ken'ichirō Senomiya (瀬乃宮 健一郎 Senomiya Ken'ichirō?)
Seiyū:Takehiro Koyama
Padre de Akiho y Misaki y jefe de la sección local de JAXA.
Sumio Nagafukada (長深田 澄夫 Nagafukada Sumio?)
Seiyū:Tetsuo Kanao
Tío de Mitsuhiko y presidente de la compañía Space Ame. Financia los proyectos de Gan-tsuku a cambio de publicidad (el nombre de la empresa aparece en los robots).
Hiromu Hidaka (日高 宏武 Hidaka Hiromu?)
Seiyū:Hiroyuki Kinoshita
Padre de Subaru. Se opone a los intereses de su hijo en los robots y quiere que se le una como pescador después de graduarse.
Nae Tennōji (天王寺 綯 Tennōji Nae?)
Seiyū:Ayano Yamamoto
Un personaje que regresa de Steins;Gate quien ahora tiene 20 años y trabaja para JAXA

## Desarrollo
Robotics;Notes se anunció por primera vez a través del sitio web oficial de 5pb. el 22 de diciembre de 2010, señalando que los detalles sobre el juego aparecerían en la entrevista con Chiyomaru Shikura, el director general de 5pb., presentado en la edición de la revista Famitsu que se vendía ese mismo día. Robotics;Notes es la tercera entrega en la serie de aventuras ciencia, después de la publicación del Chaos;Head en 2008 y Steins;Gate en 2009. Cuando la plataforma del juego todavía no había sido anunciada, Shikura había dicho que no dejaría a los fanes que han apoyado sus trabajos anteriores de las aventuras de las ciencias. El juego ha sido lanzado para PlayStation 3 y Xbox 360.
La planificación y el concepto original de la historia de Robotics;Notes se estuvo encabezado por Shikura. Naotaka Hayashi fue el guionista del juego y Matsubara Tatsuya el productor. Los diseños de los personajes fueron hechos por Tomonori Fukuda y los diseños mecánicos por Makoto Ishiwata. El compositor del juego es Takeshi Abo. Shikura empezó a trabajar en julio de 2010, El juego se esperaba tenerlo terminado para la primavera de 2011, aunque finalmente fue lanzado en verano de 2012. El equipo de desarrollo recibió apoyo de la Agencia Japonesa de Exploración Aeroespacial, y Shikura considera que esto permitirá reflejar los temas científicos del juego más realisticamente. Nitroplus también dio asistencia al juego. Robotics;Notes cuenta con gráficos en 3D, parecidos a los modelos 3D de alta calidad de los videojuegos Catherine y Idolmaster 2.

## Adaptaciones

### Manga
Una adaptación al manga, titulada Robotics;Notes e ilustrada por Keiji Asakawa, comenzó su serialización en marzo del 2012 en la revista Monthly Comic Blade de Mag Garden. El primer tankōbon de Robotics;Notes salió el 10 de julio de 2012, el segundo volumen le siguió el 9 de noviembre de 2012. Un segundo manga, titulado Robotics;Notes Phantom Snow e ilustrado por Gō, comenzó su serialización en la revista en línea Famitsu Comic Clear de Enterbrain el 26 de julio de 2012. Un tercer manga, titulado Robotics;Notes Revival Legacy e ilustrado por Tatsuya Shihara, comenzó su serialización en septiembre del 2012 en la revista Ultra Jump de Shueisha's.
Un cuarto manga, titulado Robotics;Notes Dream Seeker (Robotics;Notes ドリームシーカー?) e ilustrado por Tsuzuri Yuno, comenzó su serialización en octubre del 2012 en la revista Monthly Shōnen Gangan de Square Enix. Un quinto manga, titulado Robotics;Notes Side Junna: Chiisana Natsu no Monogatari (Robotics;Notes Side Junna: 小さな夏のものがたり?) e ilustrado por el artista NB, comenzó su serialización el 26 de noviembre de 2012 en la revista Monthly Comic Alive de Media Factory.

### Anime
Una serie anime, producida por Production I.G, comenzó a transmitirse en el bloque Noitamina de Fuji TV el 12 de octubre de 2012 y acabó el 22 de marzo de 2013. El tema de apertura durante los capítulos del 1 al 11 es "Junjō Spectra" (純情スペクトラ Naive Spectra?) de Zwei y el tema de cierre es "Umikaze no Brave" (海風のブレイブ The Ocean Breeze's Brave?) de Fumika. Del capítulo 12 en adelante el tema de apertura es "Hōkyō no Messiah" (咆筺のメシア Hōkyō no Meshia?, Law of Messiah) de Haruki y el tema de cierre es "Topology" (トポロジー Toporojī?) de Kanako Itō.